# Arthracanthida
Arthracanthida es un grupo de protozoos marinos. Son radiolarios que presentan generalmente una envoltura gelatinosa llena de citoplasma y un esqueleto de hasta 20 espículas colocadas radialmente de celestina (sulfato de estroncio). Aunque se encuentran principalmente en las áreas superiores del océano, son capaces de moverse verticalmente usando microfilamentos unidos a las espículas para expandir y contraer la vaina. Son abundantes en la corriente del Golfo durante los meses del verano, pero poco se sabe sobre su distribución total.